# Relaciones Paraguay-Perú
Las Relaciones Paraguay-Perú se refieren a las relaciones entre la República del Paraguay y la República del Perú. Ambos países sudamericanos establecieron relaciones diplomáticas el 10 de julio de 1822. Además, son miembros de la Organización de los Estados Americanos y la Unión de Naciones Suramericanas.

## Relaciones económicas
En el ámbito comercial, las exportaciones de Paraguay a Perú sumaron alrededor de 131 millones de dólares en el 2010.

## Misiones diplomáticas

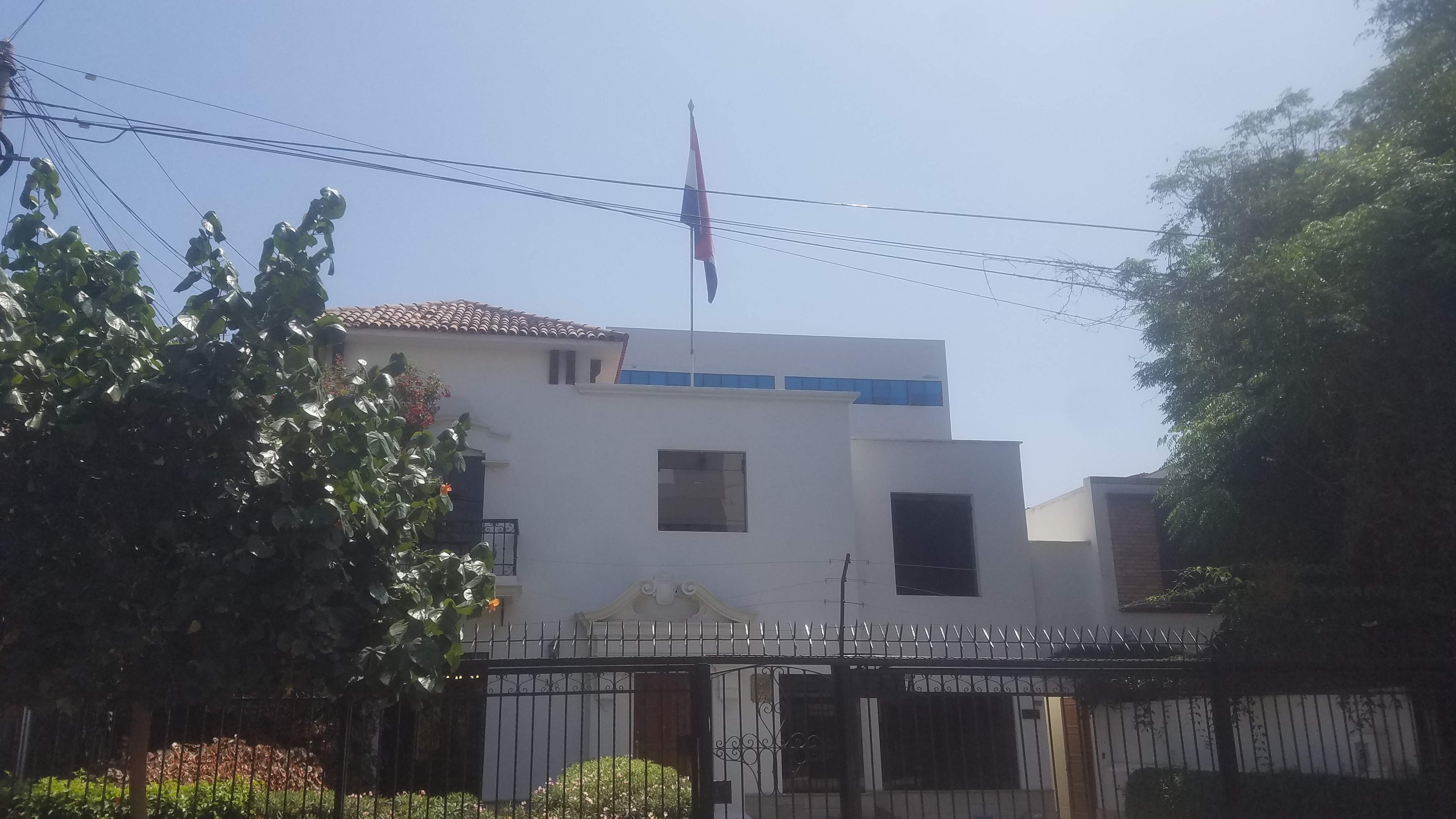
Embajada del Paraguay en Perú.

- Paraguay tiene una embajada en Lima.
- Perú tiene una embajada en Asunción.